# Бяловежа (Опольське воєводство)
Бяловежа (пол. Białowieża, нім. Pillwösche) — село в Польщі, у гміні Каменник Ниського повіту Опольського воєводства.
Населення — 97 осіб (2011).

## Демографія
Демографічна структура станом на 31 березня 2011 року:
|          | Загалом | Допрацездатний вік | Працездатний вік | Постпрацездатний вік |
| -------- | ------- | ------------------ | ---------------- | -------------------- |
| Чоловіки | 42      | 13                 | 28               | 1                    |
| Жінки    | 55      | 18                 | 29               | 8                    |
| Разом    | 97      | 31                 | 57               | 9                    |